# Рустик Клермонтский
Русти́к (умер в 446) — святой епископ Клермонтский. Память — 24 сентября.
Будучи священником Клермонтской епархии, святой Рустик был избран её седьмым епископом. Вот как это описывает святой Григорий Турский:
… После смерти Венеранда между горожанами возник безобразный спор о выборе епископа. И так как они разделились на партии — одни хотели выбрать одного, вторые — другого, то в народе было большое столкновение. Но однажды, когда епископы в воскресенье сидели вместе, к ним смело подошла одна монахиня, посвятившая себя служению богу, и сказала: «Послушайте меня, святители Господни! Знайте, что богу не очень угодны те, кого они выбрали в епископы. Вот увидите, сам Господь сегодня позаботится избрать епископа для себя. Поэтому не волнуйте и не сталкивайте между собой народ, а лучше потерпите немного. Ибо Господь теперь посылает того, кто будет руководить этой церковью». И вот когда они еще удивлялись этим словам, неожиданно к ним подошел пресвитер из клермонской же епархии по имени Рустик. Он и был тем человеком, который ранее привиделся женщине. Увидев его, женщина воскликнула: «Вот тот, кого избрал Господь! Вот какого епископа он определил вам! Пусть он будет поставлен епископом !». При этих словах весь народ, позабыв ссоры, закричал, что он достоин и праведен. Посаженный на епископскую кафедру, он принял к всеобщей радости народа епископский сан и стал в этом городе седьмым епископом.